# Corps Saxonia Halle
Das Corps Saxonia Halle war eine farbentragende pflichtschlagende Studentenverbindung im Kösener Senioren-Convents-Verband (KSCV). Gestiftet im Jahre 1802, war das Corps bis zu seiner endgültigen Suspension 1896 eine der ältesten Studentenverbindungen in Deutschland.

## Geschichte
Schon 1717 lassen sich in Halle (Saale) Landsmannschaften mit verschiedenfarbigen Abzeichen für ihre unterschiedlichen Herkunftsregionen nachweisen. Zunächst bestanden diese neben den Studentenorden und einige Landsmannschaften waren darüber hinaus eng mit einem der Orden verknüpft.
Diese Entwicklung änderte sich 1789, als sich das Kränzchen der Westfalen scharf gegen ihren bisherigen Orden abgrenzte und seinen Mitgliedern sogar verbot, gleichzeitig Mitglied eines Ordens zu sein. Die Behörden, denen die Orden schon lange ein Dorn im Auge waren, begrüßten diese Entwicklung und protegierten die Kränzchen, welche zu dieser Zeit öffentlich Kommerse abhalten konnten, an denen auch Professoren teilnahmen.

### Kränzchen der Magdeburger und Halberstädter
In dieser Zeit stiftete sich am 7. Juni 1792 das Kränzchen der Magdeburger mit den Farben grün-weiß. Im folgenden Jahr wurden ab etwa Weihnachten auch Halberstädter aufgenommen, die aber um Februar 1795 wieder ausschieden und sich kurz darauf am 21. Mai 1795 mit den Farben rot-weiß selbstständig machten. Mutmaßlich bestand auch schon vor 1793 ein halberstädtisches Kränzchen, dies lässt sich aber bisher nicht bestätigen. Ebenfalls ungeklärt ist, ob in der Zeit der Vereinigung die Farben grün-rot geführt wurden.
Um die gleiche Zeit nahmen die Magdeburger nunmehr auch Sachsen auf. In den Kartellpunkten, die aus dem Zeitraum zwischen 1799 und 1801 datieren, werden den Magdeburgern die Gebiete Magdeburg, Mansfeld, Sachsen und der Fränkische Reichskreis und den Halberstädtern Halberstadt, Quedlinburg, Wernigerode, Hohenstein, Braunschweig, Hildesheim, Mühlhausen im Vogtland (Bad Elster), Nordhausen und Goslar als Rekrutierungsgebiete zugesprochen.
Nachdem die Orden weitestgehend zurückgedrängt worden waren, begannen die Behörden, auch die zuvor protegierten Kränzchen zu verfolgen. So kam es, dass den Mitgliedern am 3. November 1801 Amnestie bei Selbstanzeige in Aussicht gestellt wurde. Die Kränzchen beugten sich, meldeten ihre Mitgliederzahlen und wurden schlussendlich am 26. Januar 1802 verboten. Das Kränzchen der Magdeburger meldete damals 33 Mitglieder, das der Halberstädter 20.

### Stiftung und erste Jahre 1802–1813

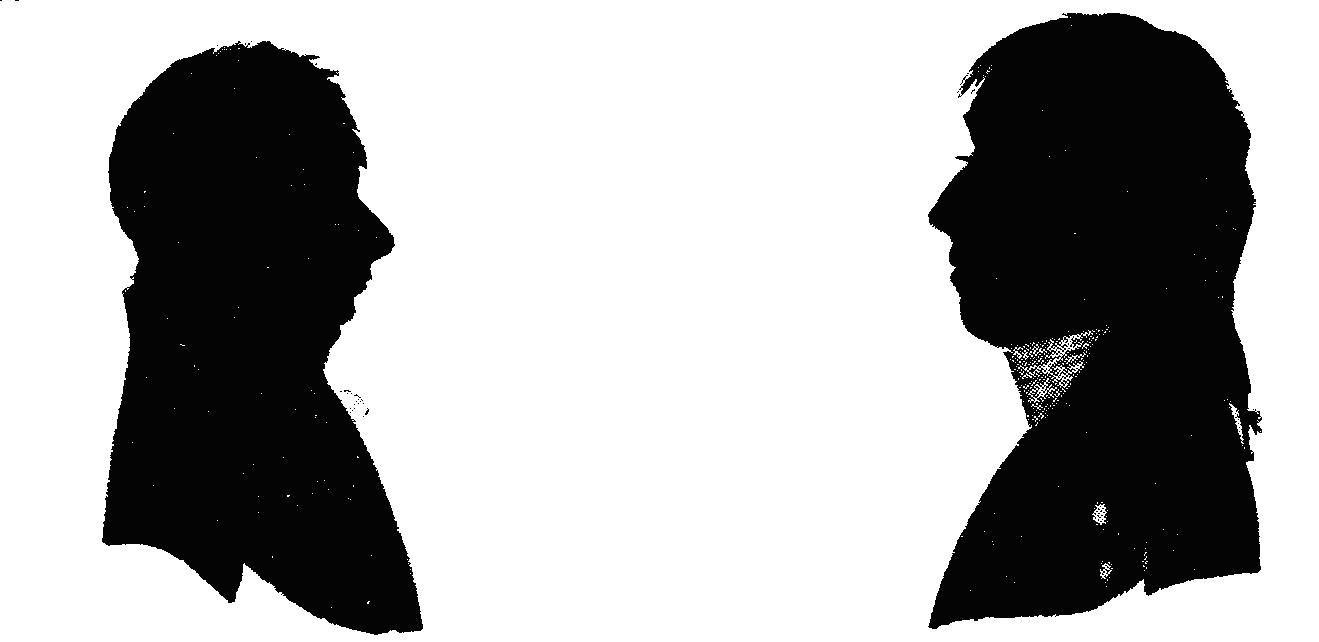
Hallenser Sachsen (1803)

Die Kränzchen ließen sich vom Verbot allerdings nicht beirren und existierten schon bald weiter. Die Magdeburger und Halberstädter vereinigten sich am 21. Juni 1802 erneut und bildeten Saxonia. Ihre Farben verschmolzen zu grün-rot-weiß, als Wahlspruch wählten sie „Fide, sed cui vide!“ (lat. „Trau, schau wem!“) und als Waffenspruch „Amico pectus, hosti cuspidem!“ (lat. „Dem Freund das Herz, dem Feinde den Schläger!“). Es wäre möglich, dass sich Magdeburger und Halberstädter schon vor der Stiftung der Saxonia zu einem magdeburgisch-halberstädtischen Kränzchen zusammenschlossen.
In Folge des Duells bei Reideburg am 13. März 1803 wurde erneut eine Untersuchung gegen die Kränzchen eingeleitet. Der Sachse Kahmann, der selbst am Duell teilgenommen hatte, wurde zu zehn Jahren Festungshaft verurteilt, wovon ihm später sieben erlassen wurden. Wohl deshalb löste Saxonia sich kurzzeitig auf. Doch schon im SC-Comment, der von vor dem 10. September 1803 datiert, unterschrieb der Student L. Thielebein als „qua Senior der Sächsischen Landsmannschaft“. Das von Saxonia bis 1960 geführte Stiftungsdatum vom 3. August 1804 lässt sich heute nicht mehr erklären, da auch spätere Stammbucheinträge aus den Jahren 1805 und 1806 das alte Datum von 1802 zeigen. Diese zeugen ebenso davon, dass auch 1804 weiterhin die alten Farben grün-rot-weiß getragen und nicht schon damals zu dunkelblau-weiß-hellblau (von unten) geändert wurden. Durch die Untersuchungen der Universitätsbehörden, die nach dem Duell stattgefunden haben, sind uns die damals vorgelegten Gesetze der Saxonia überliefert. Wenngleich ein verhörter Sachse zugab, dass es noch weitere Gesetze gäbe, erfahren wir aus ihnen einiges über die damalige Struktur der Kränzchen.

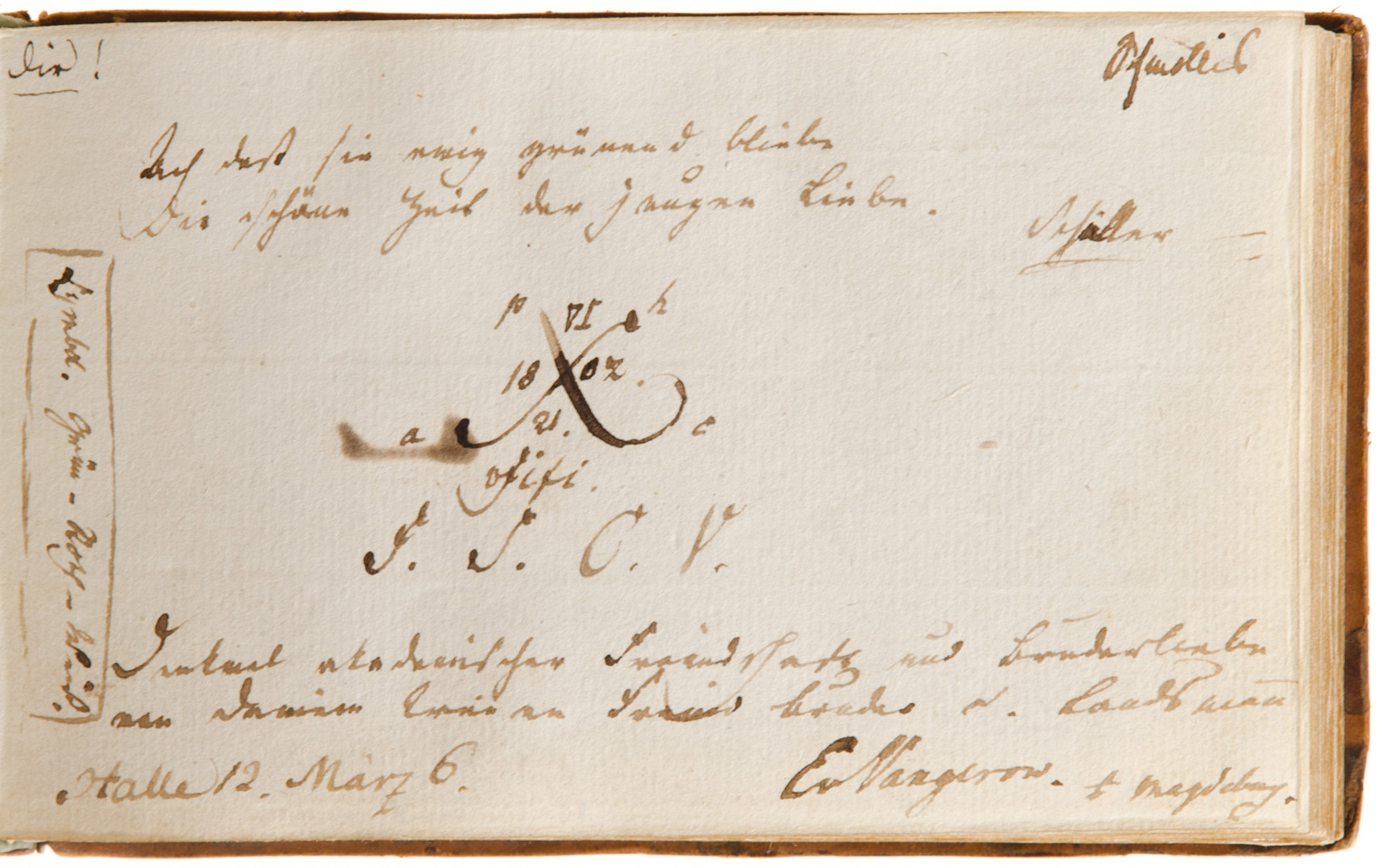
Stammbucheintrag des Wilhelm Eduard von Vangerow vom 12. März 1806.

Die folgenden Jahre waren weniger von Verfolgung geprägt. Stattdessen erscheint es anhand der Tagebücher von Joseph von Eichendorff so, als hätten die Kränzchen ein völlig öffentliches Auftreten gepflegt.
Nachdem Napoleon Bonaparte die Universität Halle am 19. Oktober 1806 aufgelöst hatte, verschwand auch das studentische Leben aus der Stadt. Saxonia lässt sich aber schon kurz nach Wiedereröffnung der Universität Ostern 1808 wieder nachweisen. Diesen Nachweis liefern uns Briefe des Hallenser SC an die Kränzchen an der Universität Helmstedt, in denen die Hallenser den Helmstedtern Vorwürfe machten, da sie sich auf Druck der Obrigkeit hin aufgelöst hatten. Als 1810 die Universität Helmstedt im Mai geschlossen wurde, kamen zahlreiche Studenten von dort nach Halle. Unter ihnen war auch der Student Oelze, der schon 1808 in Helmstedt dem sächsischen Kränzchen angehört hatte, und es kam zwischen ihm, seinen Anhängern und den Hallenser Kränzchen zu Spannungen, die darin gipfelten, dass Oelze bei den Behörden petzte. Dieser sogenannte Oelze’sche Skandal führte ein weiteres Mal zu umfangreichen Untersuchungen, und Saxonia musste sich auflösen. Sie rekonstituierte allerdings schon am 28. August 1810 und bestand ab dann bis zur erneuten Auflösung der Universität zu Beginn der Befreiungskriege Ostern 1813.

### Nach den Befreiungskriegen

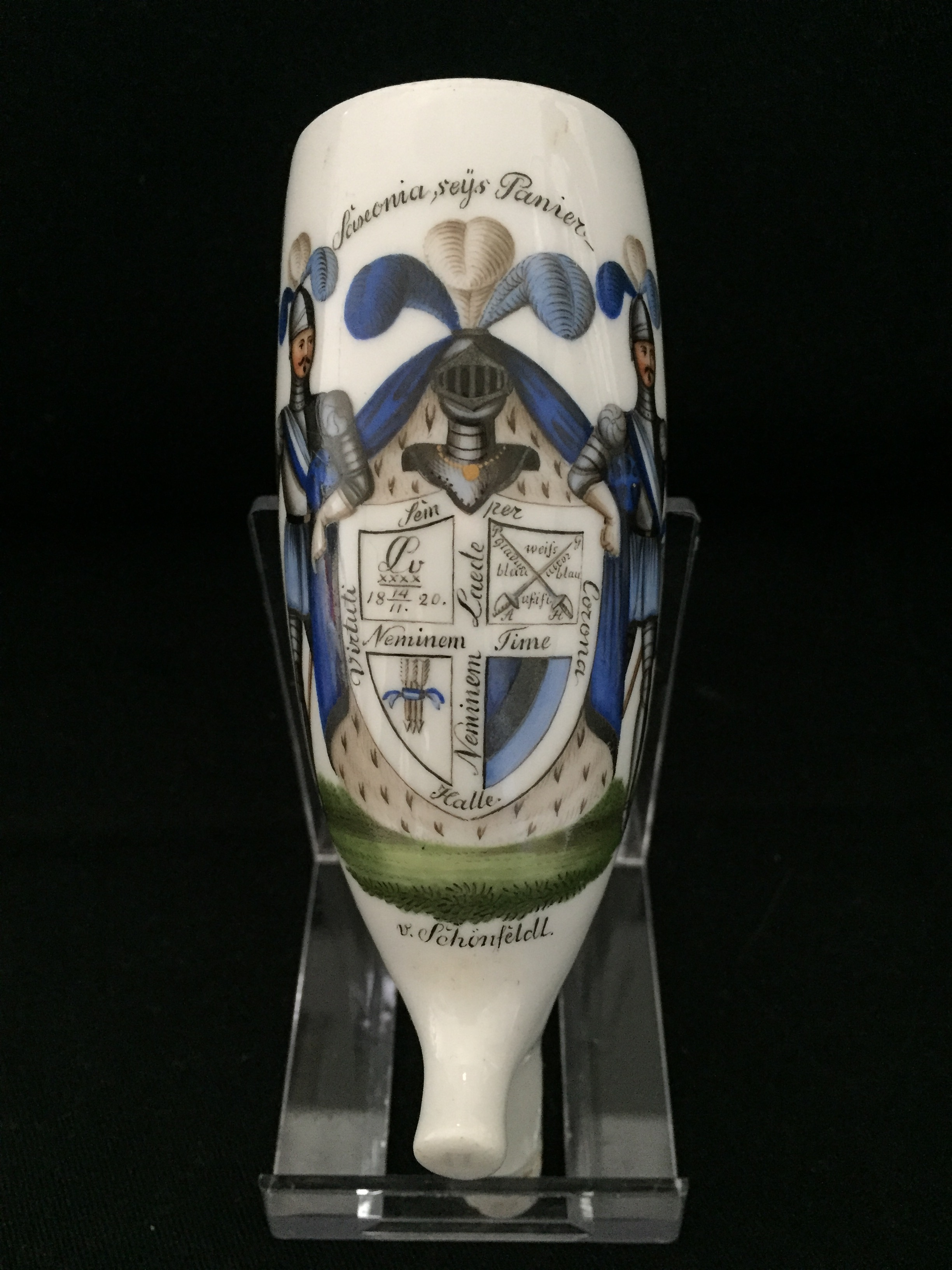
Pfeifenkopf der Saxonia Halle mit ältestem bekannten Wappen (1826)

Nachdem die ersten Studenten 1814 nach Halle zurückkehrten, schlossen sich die Kränzchen, begeistert vom gemeinsamen Befreiungskampf, am 11. Januar 1814 zunächst zur ersten Hallenser Teutonia zusammen. In Folge zahlreicher Skandale wurde die Teutonia schon 1817 von den Behörden wieder aufgelöst, bestand aber im Verborgenen bis zu ihrer Auflösung am 14. November 1819 fort.
Ab 1819 traten die alten Landsmannschaften wieder in Erscheinung und am 14. November 1820 rekonstituierte auch Saxonia. Da die alten Farben mittlerweile von einer Thuringia belegt waren, wurden die schon in Leipzig und Jena gebräuchlichen Sachsenfarben in der Reihenfolge dunkelblau-weiß-hellblau von unten gelesen mit silberner Perkussion übernommen. Mit Saxonia Jena stand Saxonia Halle schon seit 1812 in Beziehungen, kurz nach der Rekonstitution wurde ein Kartell geschlossen. Im selben Zeitraum ergab sich auch ein Kartell mit Saxonia Leipzig. Noch im November 1820 wurde von den Kränzchen Saxonia, Thuringia, Marchia und Pomerania die „Allgemeine Konstitution der Halleschen Landsmannschaften“ beschlossen, in der Saxonia als die älteste anerkannt wird. 

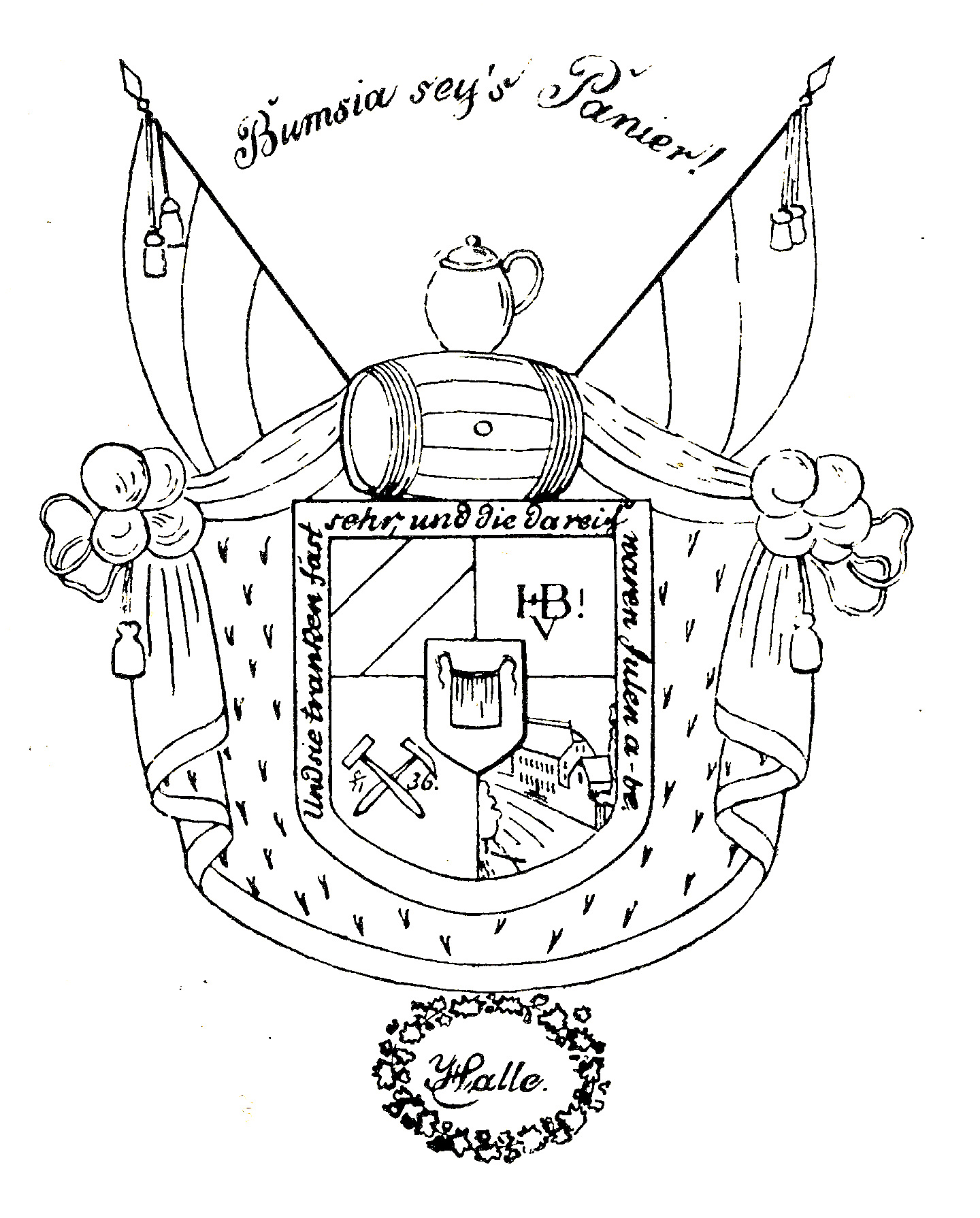
Wappen der Bumsia, Bierstaat der Saxonia Halle. Zeichnung nach einem Pfeifenkopf

Nachdem die Landsmannschaften schon im Sommersemester 1821 wieder behördlich aufgelöst wurden, kam es am 7. Februar 1822 zu einem Auszug der Studenten zur Broyhahnschenke bei Ammendorf in biblisch-parodierendem Stil, um gegen die Willkür des Regierungskommissars von Witzleben zu protestieren. Um diese Zeit hat auch Saxonia rekonstituiert und im folgenden Jahr kam es zu ernsthaften Streitigkeiten innerhalb des SC, bei denen Saxonia isoliert gegen die übrigen Landsmannschaften stand. Man bat den am 4. März 1821 zwischen Jena, Leipzig und Halle gegründeten Allgemeinen Senioren-Convent um Vermittlung und der Konflikt konnte dadurch beigelegt werden. Während Erich Bauer die Stiftung der Sileso-Borussia mit dem Austritt einiger Sachsen in Folge der Streitigkeiten begründete, ist für Robert Soppa wahrscheinlicher, dass Saxonia mit Sileso-Borussia ein zweites Corps stiftete, um zukünftig nicht alleine gegen die übrigen zu stehen. Dafür spricht nicht nur der Umstand, dass die Stifter auch weiterhin in der Corpsliste der Saxonia geführt wurden, sondern auch, dass die Stiftung erst nach der Beilegung des Konflikts vor dem Allgemeinen Senioren-Convent erfolgte.
Die Zeit bis 1827 ist für Saxonia von Verboten und Verfolgung durch die Behörden geprägt. Sicher ist jedenfalls, dass sie am 28. Juni 1827 rekonstituiert wurde und wohl bis 1834 bestand. Am 25. Januar 1836 erneut wiederbelebt schloss man, da das Kartell Saxonia Jena suspendiert hatte, im Sommer 1837 ein solches mit Franconia Jena. Es ging allerdings wie das Kartell mit Saxonia Leipzig aufgrund eines Vorfalls während einer Zecherei auf der Rudelsburg nur wenige Tage nach Abschluss wieder in die Brüche.
Seit Januar 1836 unterhielt Saxonia Halle einen eigenen Bierstaat nach jenaischem Vorbild. Die Bumsia Halle geht wohl auf die schon 1829 gegründete – aber noch keiner speziellen Korporation zugehörige – Bumsia zurück, die Hanns Freydank eingehend beschreibt. Bis wann dieser Bierstaat bestand, ist unklar.
Saxonia suspendierte erneut am 5. August 1841 und rekonstituierte knapp ein Jahr später am 3. August 1842.
Im Jahr 1844 hatte sich unter Einbeziehung von Nichtkorporierten ein Allgemeiner Convent (AC) konstituiert, der die Bildung von neuen Kränzchen mit progressistischer Ausrichtung forcierte. Als der Allgemeine Convent den relativen Duellzwang einführte, der es dem Beleidigten überließ, ob er sich mit der Waffe oder durch ein Ehrengericht Satisfaktion verschaffen wollte, kam es 1846 zu einer Spaltung des Hallenser SC. Die konservativen Corps Marchia, Guestphalia und Thuringia, die auf dem Grundsatz der unbedingten Satisfaktion standen, traten aus dem AC aus und bildeten einen eigenen Senioren-Convent. Die Corps Borussia und Pomerania fanden sich mit den Kränzchen der Altmärker und Franken weiter im Allgemeinen Convent zusammen.

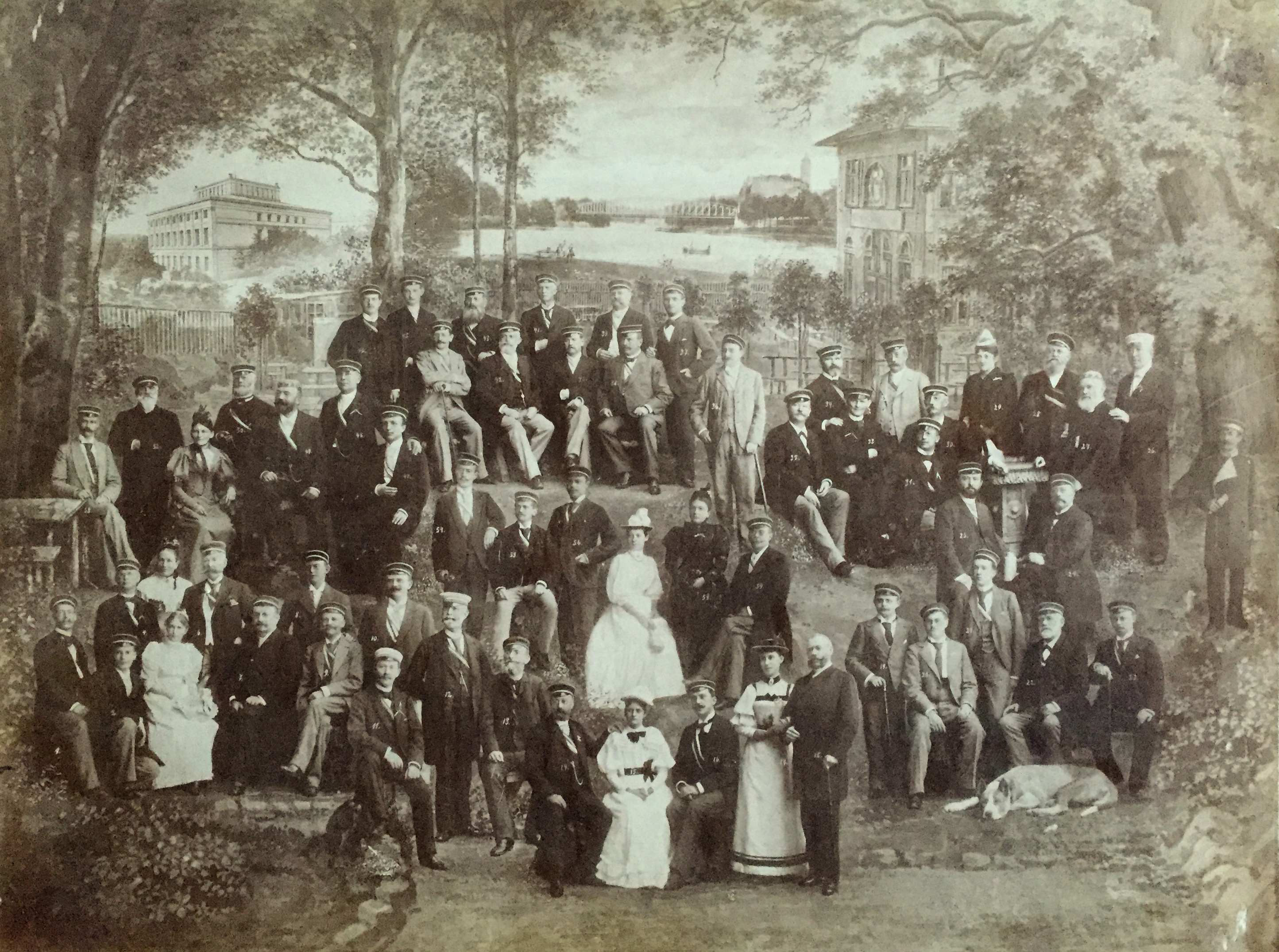
Teilnehmer des 90. Stiftungsfestes 1894

Saxonia war nach einer erneuten Suspension am 13. Januar 1845 ziemlich genau ein Jahr später am 14. Januar 1846 rekonstituiert worden, ging aber schon weniger als einen Monat später am 7. Februar wieder ein.
Als am 2. August 1848 erneut eine Rekonstitution gelang, stellte sich Saxonia zunächst ebenfalls auf die Seite des Progress, war aber Auslöser für die am 11. November 1848 vollzogene Auflösung des AC. Pomerania hatte schon vorher die Seiten gewechselt; Thuringia hatte sich aufgelöst. Die Spaltung des SC bestand zunächst fort: den Corps Marchia, Pomerania und Guestphalia standen die progressistischen Corps Borussia, Palaiomarchia, Saxonia sowie die 1848 aus einem Kränzchen der Naumburger hervorgegangene Cheruscia und die aus dem Kränzchen Lapponia hervorgegangene Franconia gegenüber. Am 4. Dezember 1848 erklärten sich beide Parteien gegenseitig in Verruf und erst im Juli 1849 kam es wieder zu Verhandlungen zwischen beiden Seiten. Nachdem sich Borussia schon am 5. November 1849 dem alten SC angeschlossen hatte, folgte Saxonia am 18. Januar 1850. Cheruscia und Franconia lösten sich auf. Palaiomarchia wurde als letztes Corps der Spaltungsperiode am 7. Dezember 1850 in den SC recipiert.
In den folgenden Jahrzehnten war Saxonia erneut vom 9. Mai bis 22. November 1851 und vom 2. Mai 1864 bis 27. Juli 1891 suspendiert. Nach der letzten Rekonstitution wurde Saxonia vor allem durch ihr Kartellcorps Saxonia Jena gestützt. Sie musste schließlich am 7. November 1896 den aktiven Betrieb endgültig einstellen.

### Corps Saxonia Frankfurt am Main und Konstanz

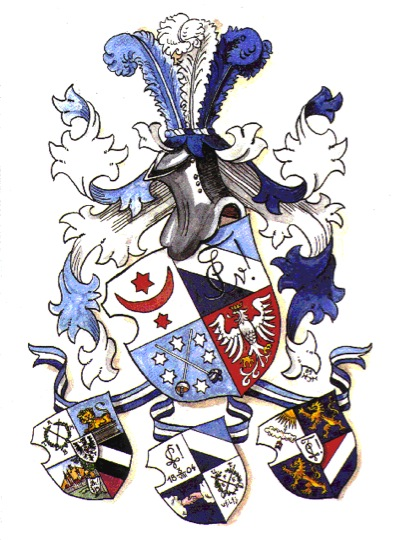
Vollwappen des Corps Saxonia Konstanz

Nach dem Zweiten Weltkrieg unterstützte Saxonia Halle die gemeinsame Stiftung des Corps Saxonia Frankfurt mit dem Beitritt ihrer Mitglieder. Die Hallenser Corps Guestphalia, Borussia, Neoborussia und Teutonia, sowie das Straßburger Corps Palaio-Alsatia planten ursprünglich, die Saxonia Halle als gemeinsames Nachfolgecorps aller Hallenser Corps zu rekonstituieren. Im Verlauf der Verhandlungen kam es allerdings zu Missverständnissen mit den noch lebenden Hallenser Sachsen, so dass die Idee zu Gunsten einer Neustiftung verworfen wurde. Mit Namen und Farben nimmt die am 10. Dezember 1949 gestiftete Saxonia Frankfurt allerdings direkten Bezug auf Saxonia Halle. Später erklärten sich die noch lebenden Hallenser Sachsen damit einverstanden, Saxonia als Rekonstitution anzuerkennen und statteten sie nachträglich mit allen Befugnissen aus, von denen bisher kein Gebrauch gemacht wurde. Im späteren Verlauf lösten sich Palaio-Alsatia (1953), Borussia (1955) und Guestphalia (1956) aus dem Corpsverband und gingen in Frankfurt am Main (1954), Mainz (1956) bzw. Münster (1958) eigene Wege. Wegen Nachwuchsproblemen durch die 68er-Bewegung musste Saxonia Frankfurt 1972 suspendieren. Nach zwei gescheiterten Versuchen in Trier und Regensburg gelang im Wintersemester 1984/85 die Rekonstitution an der Universität Konstanz. Entscheidend war die Hilfe des dortigen Alte-Herren-Senioren-Convents. Saxonia Konstanz ist das jüngste Corps im schwarzen Kreis des KSCV. Zu den „Neusachsen“ gehören Gerd Schaefer-Rolffs, Hans Breuer, Hans-Günther Weber, Knut Teske, Eckhart Dietrich und Wolfgang Herr. Ein Träger des Teutonen- und des Sachsenbandes war Karl Rembert (1868–1966). Mit Ernst Biesalski hatte er 1913 Teutonias Corpsgeschichte vorgelegt.

## Bekannte Mitglieder
In alphabetischer Reihenfolge

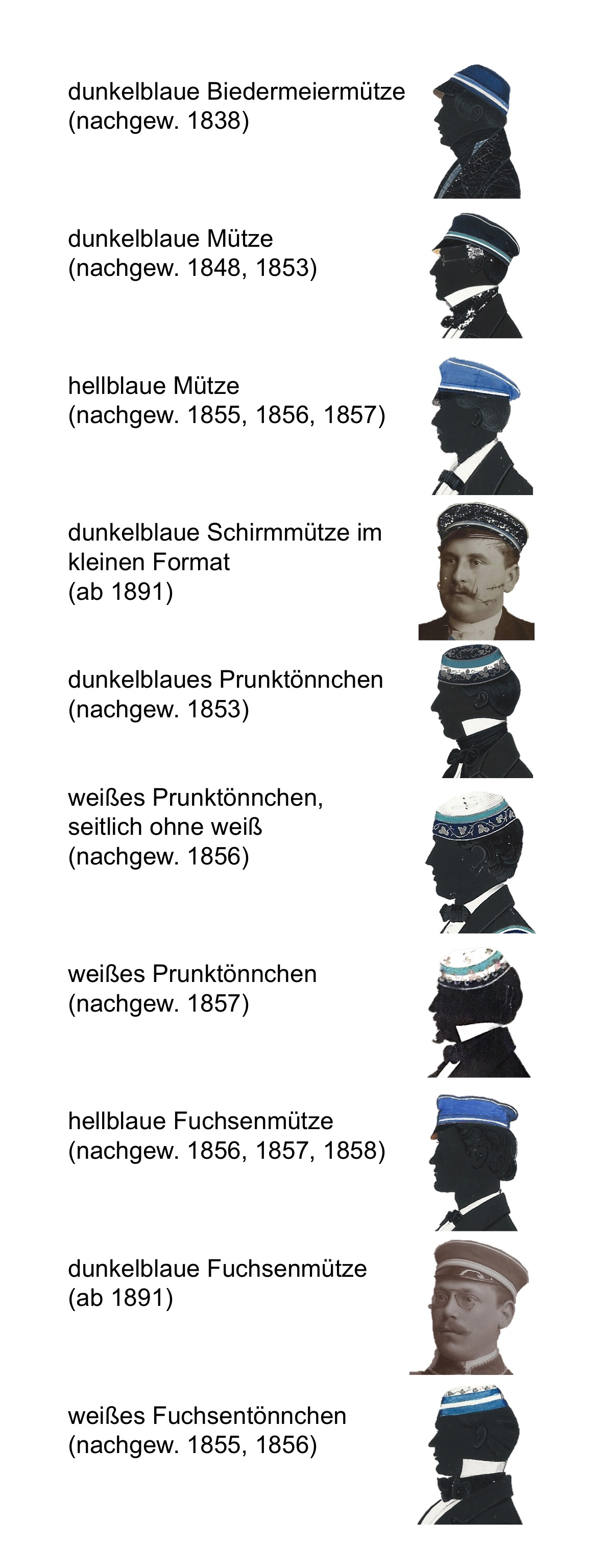
Die unterschiedlichen Kopfbedeckungen der Saxonia zu Halle

- Julius Hermann Besser (1807–1895), Geheimer Regierungsrat, Mitglied des Erfurter Unionsparlaments
- Carl Moritz von Beurmann (1802–1870), Kurator der Universität Halle
- Bernhard von Bismarck (1810–1893), Landrat und Politiker
- Otto Flöl (1887–1959), Staatsanwalt und Politiker
- August Wilhelm Francke (1785–1851), Oberbürgermeister von Magdeburg, MdHdA
- Gustav von Gehrmann (1823–1892), Landdrost der Landdrostei Osnabrück, Regierungspräsident des Regierungsbezirks Osnabrück
- Ludwig Heise (1815–1882), Präsident der westfälischen Eisenbahndirektion, Vortragender Rat im Preußischen Handelsministerium, Direktor der Rechte-Oder-Ufer-Eisenbahn
- Wolfgang Herr (* 1965), Hämatologe und Hochschullehrer in Regensburg
- Ludwig Hildenhagen (1809–1893), evangelischer Theologe und Politiker
- Otto Jaeger (1835–1902), Verwaltungsjurist in Preußen
- Carl Kaempffer (1784–1846), Superintendent in Neustrelitz
- Gustav Kaufmann (1842–1919), Senatspräsident am Reichsgericht
- Benno von Kügelgen († 1915), Gründer der Erlanger Pfarrerstochter, Pastor in Dessau
- Guido von Madai (1810–1892), erster Polizeipräsident von Frankfurt am Main
- Karl Otto von Manteuffel (1806–1879), preußischer Staatsrat
- Otto Theodor von Manteuffel (1805–1882), preußischer Innenminister
- Wilhelm Rein (1809–1865), Altphilologe, Rechtshistoriker, Heimatforscher und Gymnasiallehrer
- Richard Roepell (1808–1893), Historiker, Parlamentarier
- Diedrich Sägelken (1816–1891), Schulrektor, Mitglied des Oldenburgischen Landtags
- Alexander von Schleinitz (1807–1885), preußischer Außenminister
- Franz Ulrich von Trotha (1806–1860), Gutsbesitzer, anhaltischer Kammerherr, MdHdA
- Bernhard Ulrici (1811–1893), Landrat des Landkreises Weißenfels, Mitglied des Erfurter Unionsparlaments, MdHdA
- Hermann Ulrici (1806–1884), Philosoph
- Wilhelm Wachsmuth (1784–1866), Historiker
- Wilhelm von Wedell (1801–1866), Oberpräsident der Provinzen Sachsen und Schlesien
- Ludwig Weidlich (um 1807–1877), Landrat des Landkreises Merseburg
- Hartmann von Witzleben (1805–1878), Oberpräsident der Provinz Sachsen